# Fantastická čtyřka (film, 2005)
Fantastická čtyřka (v anglickém originále Fantastic Four) je německo-americký akční sci-fi film z roku 2005, který natočil Tim Story. Snímek vychází z komiksů o týmu superhrdinů Fantastic Four, vydávaných vydavatelstvím Marvel Comics. Do amerických kin byl film, jehož rozpočet činil 100 milionů dolarů, uveden 8. července 2005, přičemž celosvětově utržil 330 579 719 dolarů. Ve snímku se v hlavních rolích objevili Ioan Gruffudd, Jessica Alba, Chris Evans a Michael Chiklis. Na film navazuje sequel Fantastická čtyřka a Silver Surfer z roku 2007.

## Příběh
Vědec Reed Richards se společně se svým kamarádem Benem Grimmem, bývalou přítelkyní Sue Stormovou, jejím bratrem Johnnym Stormem a miliardářem Victorem Von Doomem vydá na oběžnou dráhu, kde chce ve vesmírné stanici prozkoumat blížící se mračno kosmické energie, které nakonec způsobí ztroskotání jejich plavidla. Všichni přežijí, ale postupně zjišťují, že se u každého z nich objevily různé nadlidské schopnosti. Reed (později pojmenovaný Mr. Fantastic) může přeměnit hmotu svého těla do vysoce elastické látky, Sue (Invisible Woman) se umí zneviditelnit, Johnny (Human Torch) má schopnost produkovat nízkoteplotní plazma a hořet a Ben (Thing) má vysoce zhuštěnou strukturu svého těla, díky čemuž je extrémně silný a odolný, zároveň však jako jediný prodělal změnu podoby. Ze skupiny se díky hrdinským akcím v New Yorku postupně stanou celebrity, začnou si říkat Fantastická čtyřka (v originále Fantastic Four) a nakonec se musí vypořádat se sebestředným, arogantním a mocichtivým Victorem Von Doomem (alias Doomem), jehož tělo se změnilo v organometalickou slitinu a který chce zničit New York.

## Obsazení
- Ioan Gruffudd jako doktor Reed Richards / Mr. Fantastic
- Jessica Alba jako Sue Stormová / Invisible Woman
- Chris Evans jako Johnny Storm / Human Torch
- Michael Chiklis jako Ben Grimm / Thing
- Julian McMahon jako Victor Von Doom / Doom
- Kerry Washington jako Alicia Mastersová
- Laurie Holden jako Debbie McIlvaneová
- Hamish Linklater jako Leonard
- Maria Menounos jako nemocniční sestřička